# Oscar Pardini
Oscar Pardini (São Paulo, 16 de maio de 1966) é um humorista, radialista e ator brasileiro.
É o idealizador e um dos fundadores, junto de Zé Américo e Ivan de Oliveira, do humorístico de rádio Café com Bobagem em 1989.

## Carreira
Antes de se tornar humorista profissional, foi metalúrgico por vários anos e depois, secretário executivo de uma importante organização internacional.
Redigia o jornal de seu colégio e depois também da faculdade. Cursou dois anos de Engenharia Química, antes de optar pelo Jornalismo.
Participava havia anos de inúmeros programas de TV e de rádio. Se apresentava nas noites de São Paulo e outras cidades. Venceu concursos de humor no rádio, na TV e em eventos culturais. Fez parte da histórica equipe do programa Show de Rádio, que satirizava os jogos de futebol. Também foi humorista da Jovem Pan FM.
Atuou nos seguintes programas de TV: Agildo no País das Maravilhas, Rede Bandeirantes (ator e dublador), Play Rec, TV Record (ator e redator), A Praça É Nossa, SBT (Ator e redator), Topa Tudo por Dinheiro, SBT (ator, redator e diretor), Domingo Legal, SBT, (ator, redator, roteirista e diretor), Domingão do Faustão, Rede Globo (ator, redator, diretor, roteirista e editor ). 